# Lijst van metropolieten van België
Dit is een lijst van metropolieten van België binnen de katholieke kerk. 
De titel 'metropoliet' of 'primaat van België' wordt verleend aan het hoofd van de rooms-katholieke kerkprovincie. In België wordt de titel toegekend aan de aartsbisschop van Mechelen-Brussel.

## Lijst
|   | METROPOLIET           | PERIODE    | AARTSBISSCHOP                      | BENOEMENDE PAUS    | VOORGAANDE FUNCTIE        |
| - | --------------------- | ---------- | ---------------------------------- | ------------------ | ------------------------- |
| 1 | Désiré-Joseph Mercier | 1907-1926  | Aartsbisschop van Mechelen         | Pius X             | Hoogleraar                |
| 2 | Jozef Van Roey        | 1927-1961  | Aartsbisschop van Mechelen         | Pius XI            | Vicaris-generaal          |
| 3 | Leo Suenens           | 1962-1979  | Aartsbisschop van Mechelen-Brussel | Johannes XXIII     | Hulpbisschop van Mechelen |
| 4 | Godfried Danneels     | 1980-2010  | Aartsbisschop van Mechelen-Brussel | Johannes Paulus II | Bisschop van Antwerpen    |
| 5 | André Léonard         | 2010-2015  | Aartsbisschop van Mechelen-Brussel | Benedictus XVI     | Bisschop van Namen        |
| 6 | Jozef De Kesel        | 2015-2023  | Aartsbisschop van Mechelen-Brussel | Franciscus         | Bisschop van Brugge       |
| 7 | Luc Terlinden         | sinds 2023 | Aartsbisschop van Mechelen-Brussel | Franciscus         | Vicaris-generaal          |